# Kontovci
Kontovci je ime za ruševine kaštela koji se nalazio kod Ivanova Sela kod Grubišnog Polja. 
Ime je dobio po nekom od roda Konta, roda palatina Nikole Konta, visokog dužnosnika na kraljevskom dvoru koji je obnašao razne dužnosti od 1345. sve do 1367. godine. Nikola Kont je bio pradjedom Nikole Iločkoga (kasnijeg bosanskog kralja). Smatra se da je ovaj kaštel vjerojatno bio sjedištem tog plemenitaškog roda.
Kaštel je postojao sve do turskih osvajanja hrvatskih krajeva, nakon čega ga povijesni dokumenti ne spominju. Danas su od tog kaštela ostale samo ruševine.